# Révolte du rhum
La Révolte du Rhum (Rum Rebellion) est une mutinerie qui se déroula en 1808 dans la colonie de Nouvelle-Galles du Sud, vingt ans après la fondation par Arthur Phillip à Sydney de la première colonie britannique en Australie. Qualifiée au XIXe siècle de « Grande Révolte », cette révolte fut la seule de toute l'histoire de l'Australie à aboutir au renversement du gouvernement de la colonie par les armes.
Cette mutinerie éclata lorsque le nouveau gouverneur de Nouvelle-Galles du Sud, le capitaine William Bligh, connu pour avoir été contesté lors de la mutinerie du Bounty, tenta de mettre fin au trafic de rhum auquel se livraient le négociant John Macarthur et le bataillon de Nouvelle-Galles du Sud (New South Wales Corps), commandé par le major George Johnston (en), qui administrait militairement la colonie. Après plusieurs confrontations personnelles entre Bligh et Macarthur, ce dernier fut poursuivi en justice par Bligh en dépit de certaines règles de droit. Macarthur fut alors soutenu par le New South Wales Corps, et le 26 janvier 1808, le bataillon arrêta et déposa le gouverneur.
En attendant le renvoi en Grande-Bretagne de Bligh pour son procès, les militaires administrèrent la colonie, sous l'autorité du lieutenant-colonel Joseph Foveaux, missionné par la Grande-Bretagne comme lieutenant-gouverneur intérimaire. Par la suite, un nouveau gouverneur, le major général Lachlan Macquarie, fut investi le 1er janvier 1810 pour reprendre en main la colonie, tandis que les mutins du bataillon furent renvoyés en Grande-Bretagne, et leurs leaders jugés en cour martiale en Grande-Bretagne.
Cependant, si les hommes du bataillon se sont élevés contre un administrateur nommé par l'autorité britannique, il ne s'agit pas d'une remise en cause de cette présence en Nouvelle-Galles du Sud. La révolte est plutôt tournée contre un homme et sa gestion ambiguë de la colonie (quoiqu'il eût agi selon les prérogatives données au gouverneur, à savoir gérer une prison), et a été déclenchée par les relations houleuses de cet homme avec le bataillon et les puissances économiques locales. Il n'y a en aucun cas contestation de l'autorité britannique ou volonté d'indépendance de la part de la Nouvelle-Galles du Sud dans cette révolte.
Enfin, malgré le caractère exceptionnel de cette révolte, ainsi que son impact sur la conception du droit et de la loi dans l'actuelle Australie, cet événement reste assez méconnu, si ce n'est mal connu, et ne donne pas véritablement lieu à de réelles commémorations ou cérémonies officielles.

## Contexte

### La colonie de Nouvelle-Galles du Sud

#### Débuts d'une colonie pénitentiaire

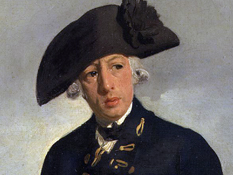
Arthur Phillip, premier gouverneur de Nouvelle-Galles du Sud.

En 1770, l'explorateur James Cook découvrit la côte Est de la Nouvelle-Hollande, qui sera par la suite renommée "Nouvelle-Galles du Sud". Dix-huit ans plus tard, le 26 janvier 1788, arriva la First Fleet, commandée par le capitaine Arthur Phillip. La flotte de 11 navires était composée de 778 prisonniers, dont 192 femmes et 586 hommes, ainsi que leurs gardiens. Une colonie pénale fut établie à Port Jackson, sur le site de l'actuelle Sydney. Arthur Phillip en fut le premier gouverneur, de 1788 à 1792.
Phillip avait une totale autorité sur les habitants de la colonie. Homme éclairé pour son époque, il essaya d'établir de bonnes relations avec les Aborigènes. Mais les premières années furent difficiles, les officiers du gouverneur perdirent souvent espoir. Les ravitaillements furent rares et les premières entreprises agricoles difficiles. Entre 1788 et 1792, quelque 3 546 hommes et 766 femmes, tous condamnés en Grande-Bretagne, furent débarqués à Sydney, mais peu avaient les capacités nécessaires pour développer la colonie. En 1790, la situation de l'approvisionnement devint critique, et la Second Fleet, qui arriva en juin 1790, avait perdu un quart de ses "passagers", emportés par la maladie. Cependant, à partir de 1791, l'arrivée plus régulière de navires et le début du commerce mirent fin à l'isolement de la colonie et améliorèrent le ravitaillement. Phillip envoya des missions d'exploration afin de trouver de meilleures terres, notamment dans la région de Parramatta, considérée comme très prometteuse. Les prisonniers arrivés en 1788 y furent déplacés, et la région se transforma rapidement en principal centre économique de la colonie. La colonie originale de Sydney Cove resta un port important et concentra les aspects sociaux et gouvernementaux de la colonie.
Entre 1788 et 1792 les prisonniers et leurs geôliers constituèrent la majorité de la population, et très vite la catégorie sociale des condamnés émancipés crût : ils reçurent des terres, devinrent les pionniers de l'économie privée en Australie, et furent ensuite rejoints par des soldats ayant terminé leur service, ainsi que par de nouveaux colons, libres, venus de Grande-Bretagne. En 1806, la colonie comptait 6 935 habitants non indigènes, dont 1380 étaient des condamnés. La majorité de la population restait composée de condamnés libres et de nouveaux arrivants, et un tiers de la main-d’œuvre était indépendante.

#### Le bataillon de Nouvelle-Galles du Sud

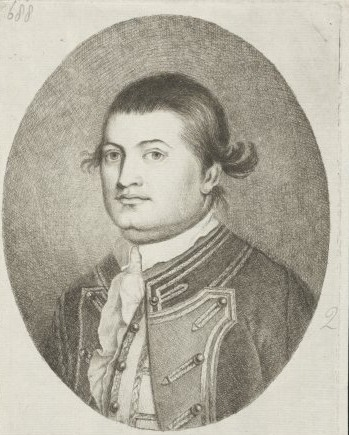
Le major Francis Grose, l'un des premiers commandant du bataillon.

Le New South Wales Corps, à l'origine 102e régiment d'infanterie, fut formé en Angleterre en 1789 comme régiment permanent, destiné à soulager les soldats ayant accompagné la First Fleet. Mais le bataillon de Nouvelle-Galles du Sud, du fait de son éloignement géographique avec la métropole, était plutôt impopulaire : il impliquait un poste lointain et peu prestigieux, qui attirait peu de volontaires.
Le régiment était donc formé d'officiers en demi-solde, de fauteurs de troubles, de soldats en liberté conditionnelle. Cela dit, tous les membres du bataillon n'étaient pas issus des bas-fonds de la société comme il a été souvent dit : il était aussi composé de membres de la classe laborieuse britannique, déclassés par les changements économiques en Grande-Bretagne, qui avait obtenu une immense progression de vie en s'installant en Nouvelle-Galles du Sud. En fait, plus d'un tiers d'entre eux étaient des hommes qualifiés. La colonie comptait également 66 officiers civils, ce qui faisait, avec le bataillon, 685 hommes dont le rôle était de garder les condamnés et d'assurer un service de police. Les membres du bataillon formaient environ 10% de la population de la colonie. Ils vivaient en caserne ou bien avec des civils, et beaucoup étaient des propriétaires : un tiers des patrons de bar à Sydney étaient des sous-officiers. Il y avait de plus au sein du bataillon un turnover régulier, et après la fin de leur service dans le bataillon, beaucoup d'anciens officiers restaient dans la colonie et formaient avec les nouveaux officiers un groupe très influent.
Au XVIIIe siècle, la colonie étant à court de monnaie, le rhum était devenu un moyen d'échange. Un trafic lucratif d'alcool fut rapidement mis en place, dans lequel le bataillon et ses officiers prirent une part active. De ce fait, le bataillon obtint le surnom de Rum Corps.

### John Macarthur, négociant influent

#### L’ascension d'un entrepreneur

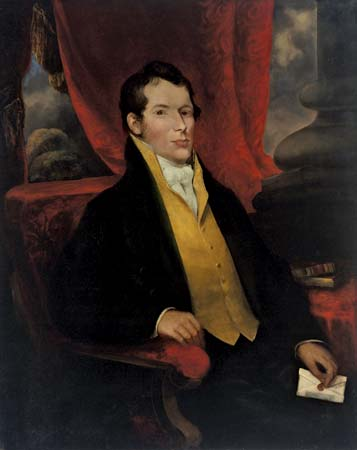
John Macarthur.

John Macarthur est né vers 1767 près de Plymouth en Angleterre. Il est le fils d'un mercier et drapier, Alexander Macarthur, qui légua son affaire à James, le frère aîné de John. En 1782, la famille parvint à réunir assez d'influence pour faire entrer le jeune John, alors âgé de 15 ans, dans le Fish's Corps, un corps expéditionnaire destiné à la guerre d'Amérique. Mais le Fish's Corps ne fut pas réuni au complet lorsque la guerre se termina, et il fut dissous en 1783. Macarthur se fit alors employer dans une ferme du Devon, où il reçut des demi-soldes pendant cinq ans, s’efforçant sans succès d'obtenir un placement militaire.
En 1788, il fut introduit dans le 68e régiment, plus tard connu comme le Durham Light Infantry, stationné à Gibraltar depuis 1785. En octobre 1788, Macarthur épousa Elizabeth Veale (en). Le 5 juin 1789, de nouvelles opportunités s'offrirent à lui : il fut enrôlé dans le New South Wales Corps, afin de servir à Botany Bay en Nouvelle-Galles du Sud.

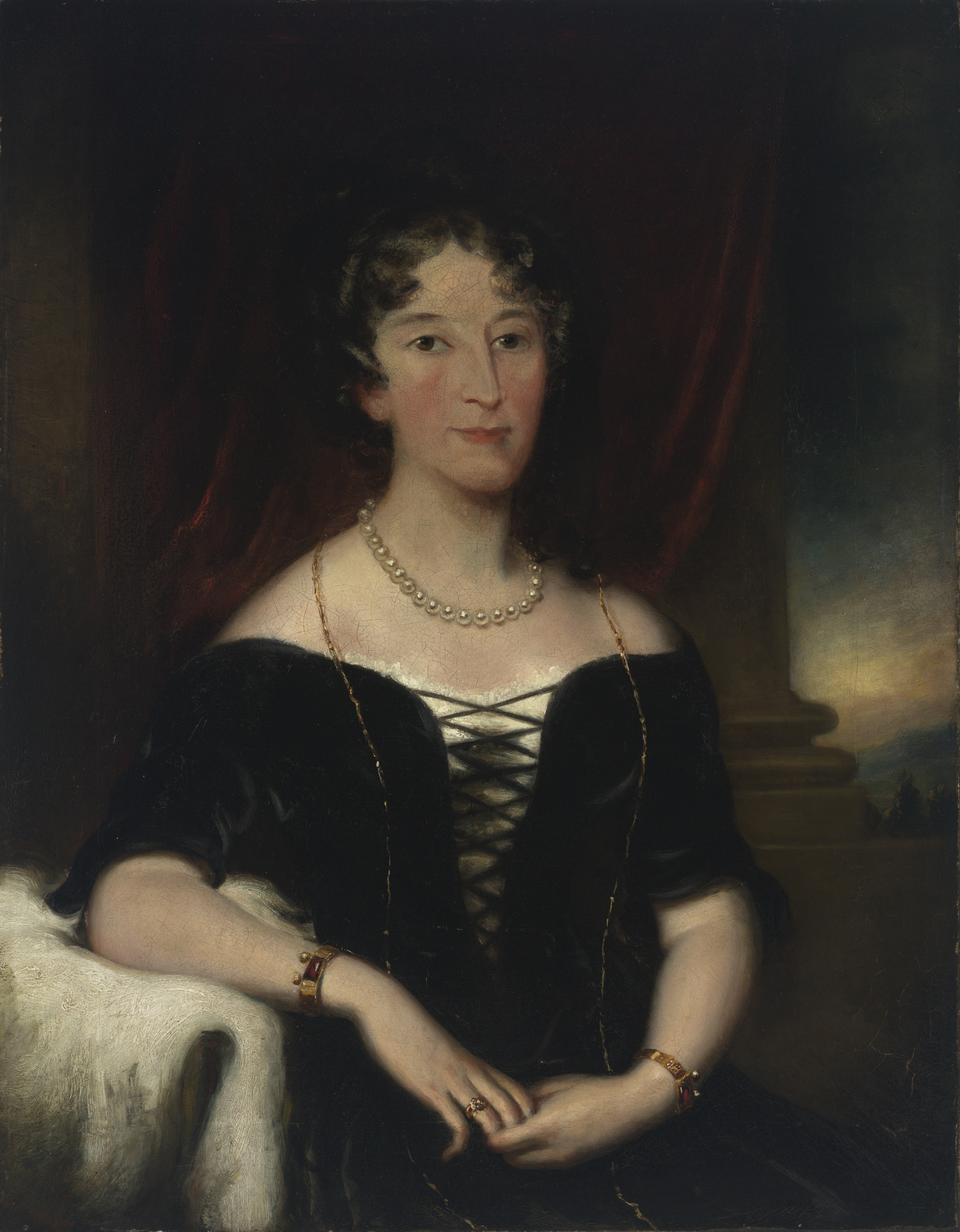
.

Lorsque le New South Wales Corps mit les voiles avec la Second Fleet, Macarthur embarqua sur le Neptune accompagné de son épouse et de leur premier enfant, Edward. Mais il se querella avec le capitaine du navire, allant jusqu'au duel ; puis à la suite d'un nouveau désagrément avec le successeur du capitaine, Macarthur transféra sa famille sur le Scarborough un peu avant que la flotte n'atteigne le Cap de Bonne Espérance. Le 28 juin 1790, Macarthur et sa famille débarquèrent à Port Jackson, nourrissant alors l’espoir d'une rapide promotion sociale et d'un futur retour en Angleterre. En 1791, Macarthur fut posté dans les terres pour quatre mois. Mais, incroyablement hautain, il emprunta une voie semée d'hostilités mineures qui le conduisirent à se retirer de tout rapports sociaux, à la suite d'un blâme du gouverneur Arthur Phillip.
En 1792, sous la protection de son nouveau commandant Francis Grose (en), Macarthur retourna à Parramatta en tant qu'officier payeur du régiment, avec un salaire deux fois supérieur à celui de son lieutenant. En plus de cela, en 1793, Grose, désormais gouverneur par intérim, le nomma également Inspecteur des travaux publics. Ces deux postes lui procurèrent ainsi un contrôle important sur les ressources rudimentaires de la colonie. De même, Grose lui permit d'obtenir des donations de terres et de bétail, ce qui l'aida à établir en 1793 Elizabeth Farm, sur 40 hectares à Parramatta. Macarthur eu également un accès sans restriction au travail des condamnés. Il devint alors l'un des premiers propriétaires de la colonie à défricher 20 hectares de terre vierge, ce dont il fut récompensé par une nouvelle donation de 40 hectares. Avec sa position de commandement, il devint l'un des premiers propriétaires de la colonie vendant sa production au gouvernement, ce qui lui rapportait en 1794 plusieurs centaines de pounds. Grose lui offrit également sa protection : il intervint lors d'un conflit entre Macarthur et le capitaine Nicholas Nepean, en éloignant la menace de la Cour martiale, et il intercéda en sa faveur afin qu'il obtienne une capitainerie le 6 mai 1795.

#### Déboires et renaissance

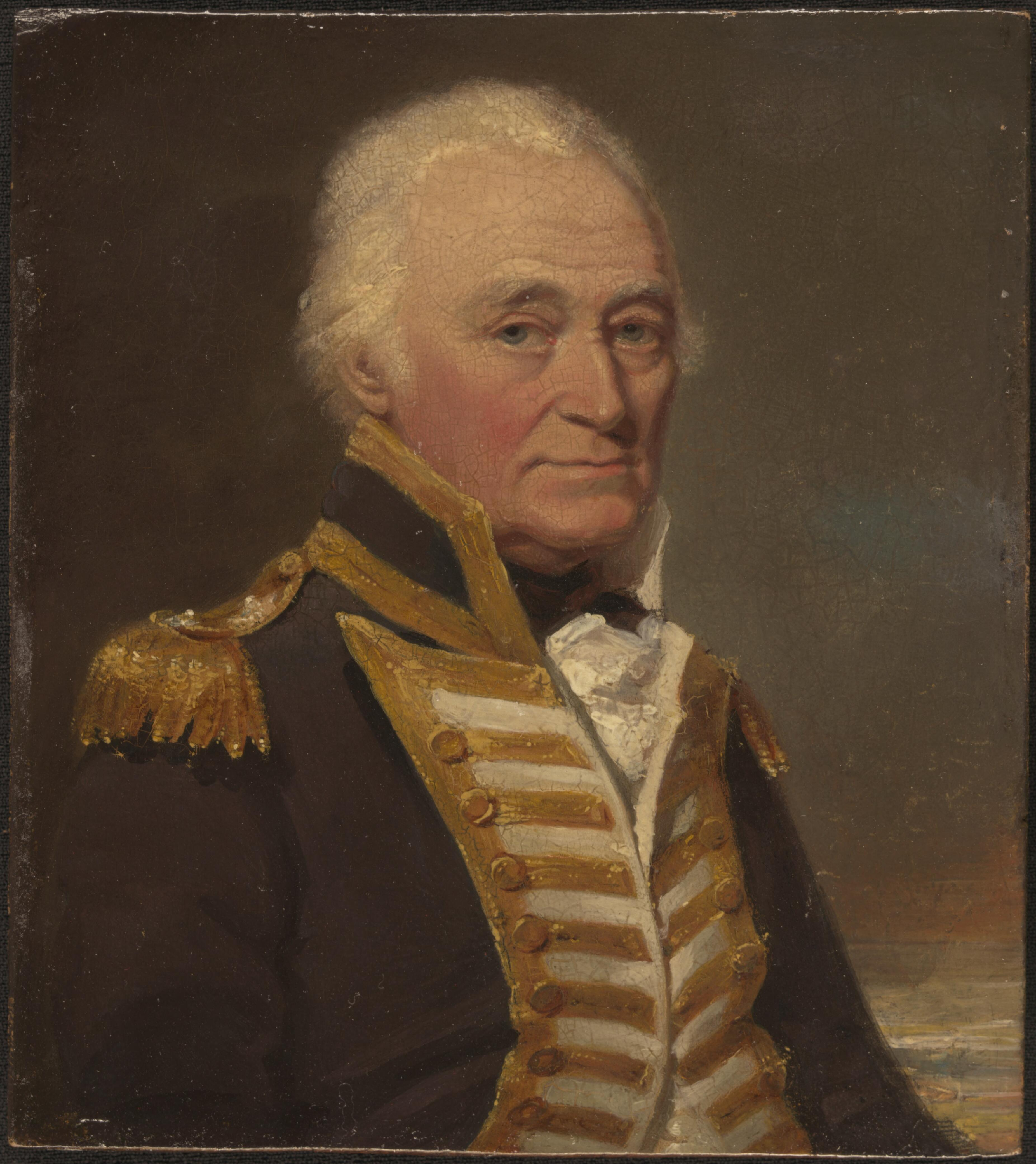
John Hunter, Gouverneur de Nouvelle-Galles du Sud.

Le successeur de Grose, le gouverneur naval, John Hunter, se montra bien moins accommodant avec Macarthur. La tension monta entre lui et Macarthur lorsque Hunter essaya de modifier la structure autocratique de gouvernement de la colonie, structure à laquelle Macarthur s'était identifié et rallié. En février 1796, Hunter accepta la démission de Macarthur de son poste d'Inspecteur des travaux publics, bien content de le voir quitter l'administration de la colonie. Des troubles dans l'administration et des différends avec Richard Atkins et William Balmain (en), convainquirent Hunter de l'ambition agitatrice et litigieuse de Macarthur. Il intensifia ses restrictions officielles sur Macarthur, et de fait Macarthur émit de sérieuses critiques sur l’administration de la colonie par Hunter. Cette campagne de Macarthur fut couronnée de succès, puisque Hunter fut rappelé précipitamment en Angleterre.
Macarthur réfléchissait alors à y retourner aussi, de ce fait il proposa au nouveau gouverneur Philip Gidley King de négocier l'achat par le gouvernement de la totalité de ses propriétés, pour une valeur que Macarthur estima à 4 000 £. Mais Macarthur mena une nouvelle campagne afin de discréditer King, avant que quoi que ce soit ne soit décidé. La situation devint critique pour Macarthur lorsqu'il échoua à manipuler son officier de commandement, Paterson, en tentant d'aliéner son allégeance au gouverneur. Cela se termina par un duel, le 14 septembre 1801, au court duquel Macarthur blessa Paterson. Macarthur ayant ouvertement bafoué le gouverneur, il fut mis aux arrêts par King. King était convaincu qu'un jugement au sein de la colonie ne se terminerait que par la victoire de Macarthur et de ses intérêts, alors il prit la décision d'envoyer Macarthur en Angleterre pour qu'il soit jugé en Cour martiale.
En novembre 1801, Macarthur mit donc les voiles depuis Sydney sur le Hunter, accompagné de deux de ses enfants, lors d'un voyage si long qu'ils n'arrivèrent en Angleterre qu'en décembre 1802. Pendant une escale à Ambon, Macarthur devient ami avec le jeune British Commercial Resident des lieux, Robert Townsend Farquhar, fils de Sir Walter Farquhar (en), physicien du Prince de Galles. Le résultat de cette circonstancielle rencontre fut l'utilisation de influence considérable du père pour la promotion des intérêts de Macarthur pendant de nombreuses années. À Londres, avant que le procès n'ait lieu, l'avocat général de l'armée rapporta qu'il était impossible d'étudier le cas de Macarthur en Angleterre, et recommanda qu'il soit renvoyé en Nouvelle-Galles du Sud pour rejoindre son régiment. Macarthur reparti donc vers la Nouvelle-Galles du Sud plus influent qu'à son départ, sa situation critique s'était complètement retournée.
En Nouvelle-Galles du Sud, une censure officielle fut mise en place autour de Macarthur ainsi que dans l'administration de Botany Bay : il était clair pour King que l'affaire ne devait pas être remise à plus tard. Macarthur revint à Sydney le 8 juin 1805, à bord du baleinier Argo, avec le patronage d'industriels de la laine l'ayant approché lors de son séjour à Londres. Le gouverneur King accepta son projet de reproduction de moutons et d'emploi de navires baleiniers pour le commerce, avec exclusivité de l'exportation de la laine vers l'Angleterre, à condition qu'ils reviennent avec des articles utiles pour le bien et le confort des habitants de la colonie. Walter Davidson, neveu de Sir Walter Faquhar, arrivant en Nouvelle-Galles du Sud avec Macarthur et un permis pour l’acquisition de 809 hectares de terres, les obtint le long des terres de Macarthur avant qu'elles n'y soient ensuite incorporées. Le Gouverneur, bien que toujours mécontent, ne put s’opposer à l’acquisition de 2 024 hectares par Macarthur dans les terres convoitées de Cowpastures, les meilleures de la colonie. Macarthur, alors aidé de 34 prisonniers, défricha ses 3440 nouveaux hectares. Il fut arrangé que Macarthur et Davidson occupent leurs terres le temps que King discute du cas de Macarthur avec le gouvernement britannique. Puis, la proposition de Macarthur visant à gérer les troupeaux de bovins sauvages du gouvernement à Cowpastures fut acceptée avec soulagement par King, qui voulait diminuer la charge de son successeur, William Bligh.

### William Bligh, gouverneur controversé

#### Arrivée de Bligh à Sydney

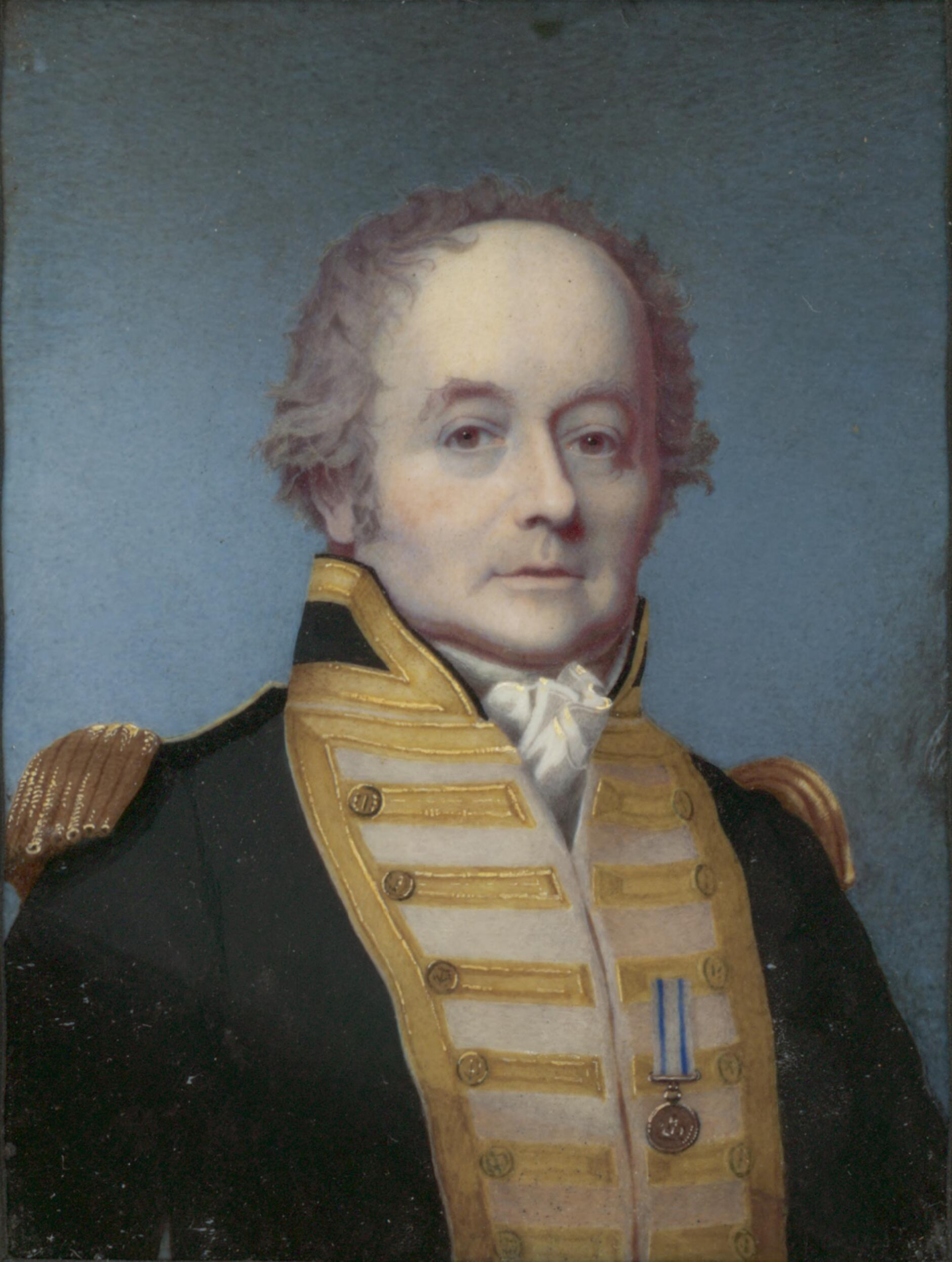
William Bligh.

William Bligh, officier de marine, se vit offrir par Sir Joseph Banks le poste de 4e gouverneur de la Nouvelle-Galles du Sud, succédant au gouverneur Philip Gidley King en 1805. Il fut probablement nommé par le gouvernement britannique en raison de sa réputation d'homme intransigeant : il était en effet connu pour avoir été renversé lors de la mutinerie du Bounty. Il parvint à diriger le bataillon de Nouvelle-Galles du Sud, ce que ses prédécesseurs n'étaient pas parvenus à faire. Bligh partit pour Sydney avec sa fille Mary Putland (en) et son mari John Putland. L'épouse de Bligh, Elizabeth Betham, était restée en Angleterre. Cependant, avant même son arrivée, la façon dont Bligh dirigeait ses hommes lui posa des problèmes avec ses subordonnés. Il avait reçu de l'Amirauté le commandement d'un navire de stockage, et l’escorte du Capitaine Joseph Short, moins gradé que lui, commandant le Porpoise (en). Les deux hommes en vinrent à se quereller, jusqu'à pousser Short à tirer par dessus la proue du navire de Bligh pour le forcer à obéir à ses indications. Cela échouant, Short ordonna de tirer directement sur le navire de Bligh, mais ce dernier aborda le Porpoise et prit le contrôle de l'escorte.
Une fois arrivé à Sydney en août 1806, Bligh fut soutenu par les déclarations de deux officiers de Short, ce qui l'autorisa à déchoir le Capitaine Short de son commandement du Porpoise, qu'il donna à son beau-fils, le Capitaine John Putland. Il annula également les 240 hectares de concessions de terres promises à Short comme paiement pour le voyage, et le renvoya en Angleterre pour qu'il y soit jugé en Cour martiale (Short y sera acquitté). Mais le Président de la Cour, Sir Isaac Coffin (en) écrivit à l'Amirauté et émit de sérieuses accusations contre Bligh, comme le fait d'avoir influencé les officiers pour qu'ils témoignent contre Short. L'épouse de Bligh obtint alors une déclaration de l'un des officiers, niant les faits, et Banks et d'autres soutinrent Bligh en faisant pression, avec succès, contre son renvoi du poste de gouverneur.
Peu après son arrivée à Sydney, Bligh eut droit à un discours de bienvenue de la part des militaires représentés par le Major Johnston, par Richard Atkins, porte-parole des officiers civils, et par John Macarthur se faisant ambassadeur des colons libres. Mais peu après, il reçut également des réclamations de la part de colons libres de Sydney et de la région de l'Hawkesbury River, recueillant 379 signatures (dont beaucoup faites d'une simple croix), se plaignant que Macarthur ne les représentait pas, et l'accusant de spéculer sur les moutons pour en faire monter le prix. L'une des premières actions de Bligh en tant que gouverneur fut d'utiliser les réserves et les troupeaux de la colonie pour fournir de l'aide aux fermiers touchés par l'inondation de l'Hawkesbury River, qui avait perturbé l'économie de troc de la colonie. Les ravitaillements furent divisés entre les plus nécessiteux, et des mesures furent prises au sujet des emprunts afin qu'ils soient tirés de la réserve selon les capacités de remboursement. Bligh gagna ainsi la gratitude des fermiers mais il s'attira l'animosité des commerçants et du bataillon de Nouvelle-Galles du Sud qui avaient profité de la situation.

#### Gouvernement de la colonie par Bligh

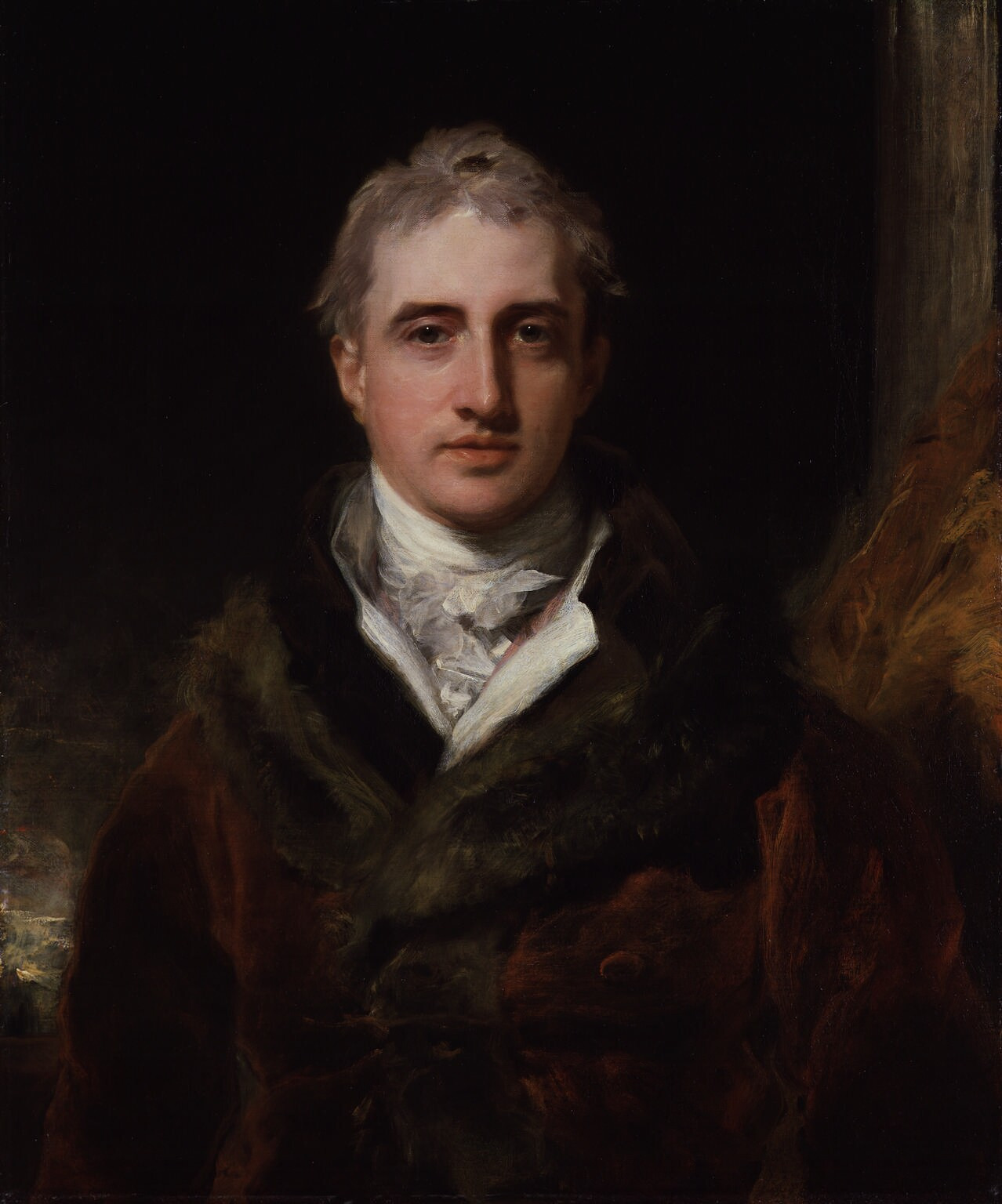
Robert Stewart, vicomte de Castlereagh, Secrétaire d'État à la Guerre et aux Colonies.

Bligh suivit les consignes du Ministère des Colonies : il tenta de normaliser le commerce au sein de la colonie en prohibant l'utilisation d'alcool comme moyen de paiement. En 1807, il informa le ministère des Colonies de sa politique, suggérant qu'elle pourrait rencontrer des résistances. Le vicomte Castlereagh, Secrétaire d'État à la Guerre et aux Colonies, lui répondit en lui donnant de nouvelles instructions, reçues le 31 décembre 1807 : arrêter le troc d'alcool. H.V. Evatt en déduit dans son histoire de la Révolte que « Bligh a été autorisé à empêcher l'importation gratuite, à préserver le commerce sous son contrôle complet, à imposer toute pénalité contre l'import illégal et à établir des régulations à son jugement pour la vente d'alcools ». H.V. Evatt soutient que l'hostilité des monopolistes au sein de la colonie provient de cette politique, et d'autres qui contrecarraient le pouvoir des riches et promouvaient le bien-être des colons pauvres. Bligh avait en effet fait cesser la pratique de distribution de grandes concessions de terres aux puissants de la colonie, mais à côté de cela il redistribua pendant son mandat 1 600 hectares, dont la moitié revinrent à lui-même et à sa fille, Mary Putland.
Bligh exacerba l'animosité de certains membres de la colonie en autorisant un groupe de prisonniers irlandais à être jugés pour rébellion par une Cour de justice comprenant leurs accusateurs. Quand 6 des 8 prisonniers furent acquittés, Bligh les retint tout de même en prison. Il congédia D'Arcy Wentworth (en) de son poste de Ministre adjoint de la Santé de la Colonie sans aucune explication. Il condamna 3 marchands à un mois de prison et une amende pour avoir écrit une lettre qu'il jugeait offensante. Bligh destitua également Thomas Jamison (en) de son poste de magistrat, le décrivant en 1807 comme hostile au bon gouvernement de la colonie. Jamison avait accumulé une fortune personnelle significative comme négociant maritime, et était ami et associé de John Macarthur dans les affaires. De ce fait, Jamison ne pardonna pas à Bligh de l'avoir mis à la porte du ministère et d'être intervenu dans ses activités professionnelles.
Enfin, en octobre 1807, le général George Johnston (en) écrivit une lettre officielle de plainte au commandant en chef de l'Armée britannique, indiquant que Bligh abusait de son pouvoir et interférait avec l'action des troupes du bataillon de Nouvelle-Galles du Sud. Bligh s'était fait des ennemis parmi les gens les plus influents de la colonie, dont les plus riches à qui il demanda de retirer leurs maisons des terres gouvernementales de Sydney, bien qu'ils en détenaient les baux. John Macarthur faisait partie de ces hommes : l'intervention de Bligh dans la colonie troubla tout son commerce ainsi que les affaires qu'il menait avec Jamison. Peu après son arrivée, Bligh remplaça également la plupart des officiers dont beaucoup étaient des militaires, ce qui ne plut pas au sein de cette petite communauté et ne le fit pas apprécier du bataillon.

## La révolte

### Animosités entre Bligh et Macarthur
À l'origine, Bligh fut nommé par Sir Banks car celui-ci ne concevait pas la production de laine comme d'une grande importance pour l'avenir de la colonie, contrairement à Macarthur qui commençait à développer ce secteur. Banks considérait que Bligh avait la fermeté nécessaire pour faire rentrer les hommes d'affaires de la colonie dans le rang. De fait, Bligh avait reçu pour instructions de faire cesser le trafic d'alcool dans la colonie, de restreindre les monopoles commerciaux, et enfin de mettre un terme à la corruption au sein du bataillon. La corruption des soldats étant liée aux distributions de rhum à moindre coût par Macarthur, les deux hommes étaient forcément amenés à s'affronter un jour.
Bligh commença son mandat en adoptant des régulations sur la navigation et le commerce maritime : les départs de navires étaient interdits si un membre de l'équipage était resté à terre, et tout produit importé en Nouvelle-Galles du Sud devait être débarqué uniquement à Port Jackson. De plus, il fit interdire le commerce de troc pour tout produit, ainsi que le paiement en nature de prêts (l'obligation de payer en livres sterling était une mesure supplémentaire pour lutter contre le troc). Bligh était irrité au sujet des terrains distribués par le Gouverneur King à Macarthur à Camden : c'était non seulement la plus grande de la colonie, mais cela le gênait dans son projet de planification de la ville. Bligh écrivit même en Angleterre pour demander le déménagement de cette parcelle. En mars 1807, les deux hommes entrèrent en conflit lorsqu'un alambic pour Macarthur arriva à Sydney sans être annoncé : Bligh déclara cette importation illégale, mais Macarthur réussit à contourner cette décision.

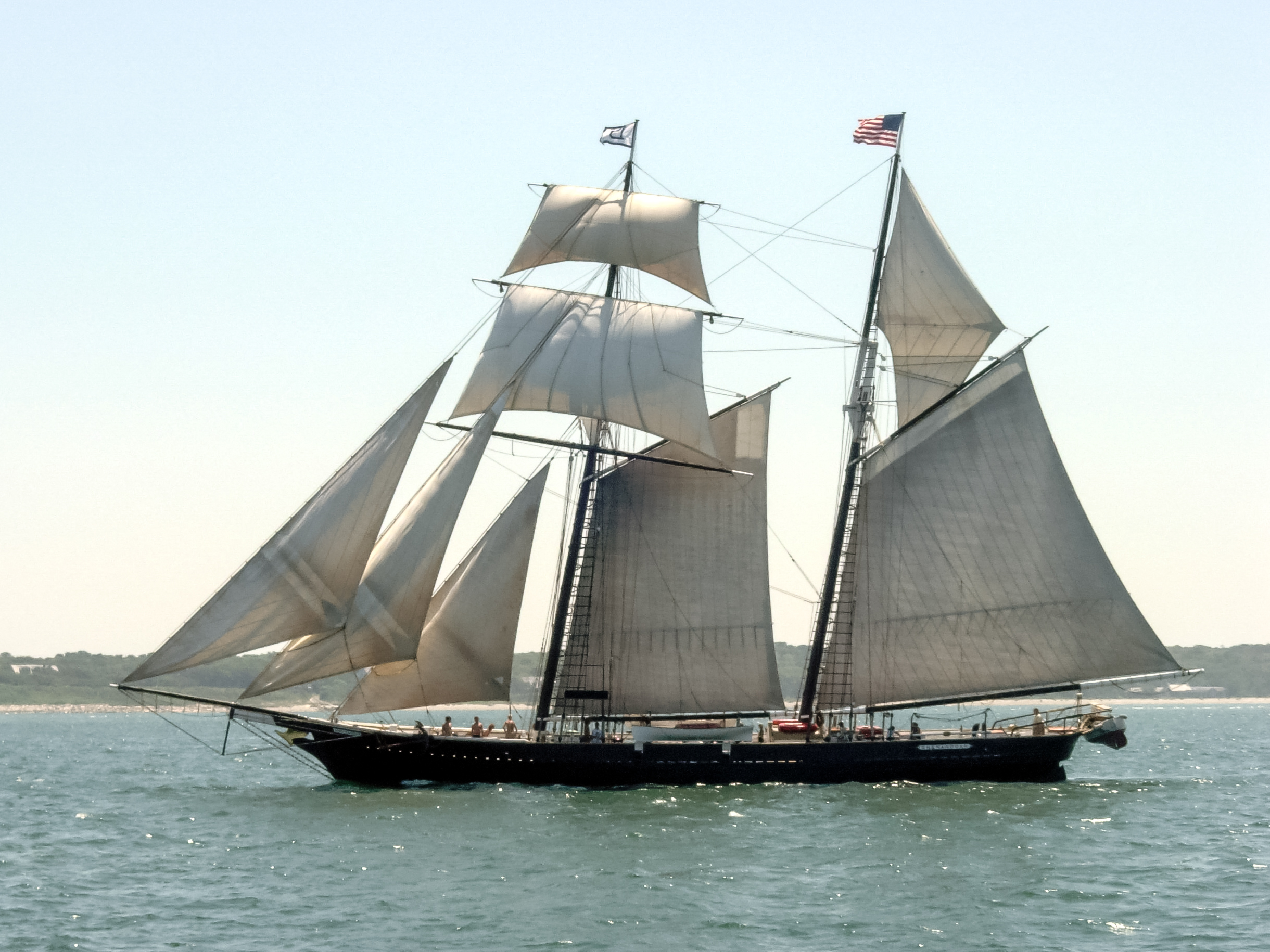
Goélette traditionnelle Shenandoah.

Finalement, en juin 1807, le prisonnier John Hoare se cacha à bord de la goélette Paramatta (en), dont Macarthur était copropriétaire. Le navire effectuait une liaison de commerce régulière entre Sydney et les îles du Sud-Pacifique, et permit ainsi au prisonnier de s'évader de la colonie. Or, les capitaines et propriétaires de navires devaient payer une caution obligatoire, censée les empêcher d'aider des prisonniers à s'échapper. Ainsi, lorsque la Paramatta revint à Sydney en décembre 1807, la caution de 900 £ fut confisquée par le Gouvernement, et Macarthur refusa de la payer. Le navire fut saisi, mis à quai, ce qui poussa Macarthur à nier sa propriété et à en cesser l'approvisionnement, salaires et nourriture de l'équipage compris. Pour se nourrir, l'équipage débarqua donc à terre, ce qui constituait une violation de la réglementation sur le débarquement, et se plaignirent de leur traitement au Juge-Avocat (en) Atkins,.
Cette confiscation de caution peut être comprise comme un élément déclencheur de la révolte. En effet, le 15 décembre 1807, sur demande du Gouverneur Bligh, Atkins remit un mandat au Commissaire de Police de Parramatta, Francis Oakes, pour convoquer Macarthur devant les magistrats le lendemain, afin qu'il s'explique de cette affaire. Macarthur lui remit alors une lettre, expliquant qu'il n'obéirait pas à l'ordre tyrannique d'un juge et d'un Gouvernement incapable. Atkins émit de ce fait un mandat d'arrêt contre Macarthur, appliqué le 16 décembre 1807 alors qu'il était chez un ami, l'Inspecteur Général (en) Charles Grimes (en). Traduit devant les magistrats (dont le Major George Johnston (en)), Macarthur obtint sa libération sous caution, mais son procès en Cour d'Assises (en) fut fixé au 25 janvier 1808, sans que les charges retenues contre lui ne soient définies.
Le mois de janvier exacerba un peu plus les tensions entre les deux hommes. Bligh contesta une nouvelle fois le bail de l'un des terrains de Macarthur, Church Hill, puisque le Gouverneur Phillip avait interdit en théorie la propriété privée à l'intérieur de Sydney. Il refusa aussi les demandes d'aides au Gouvernement que fit Macarthur pour recouvrir la dette que lui devait Atkins. Bligh exigea également la destruction de clôtures que Macarthur avait fait construire par des soldats du bataillon autour de l'un de ses terrains.

### La destitution de Bligh

#### Conflit juridique

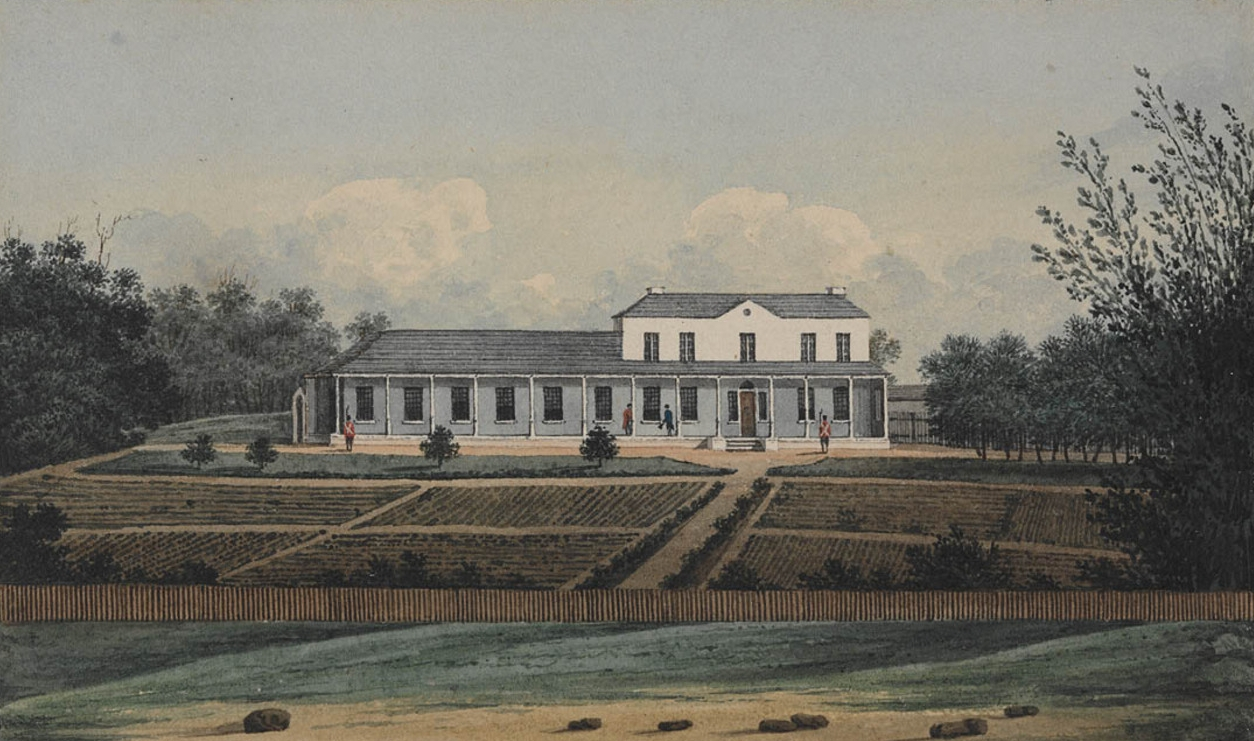
Aquarelle représentant la Maison des Gouverneurs de Sydney vers 1809.

Le 25 janvier 1808 débuta le procès de John Macarthur. La Cour était composée du Juge-Avocat Atkins, et de six officiers du bataillon : Anthony Fenn Kemp (en), John Brabyn, William Moore, Thomas Laycock (en), William Minchin et William Lawson. La salle d'audience était emplie de soldats du bataillon, réunis par le Sergent-major Thomas Whittle. Après que les officiers eurent prêté serment, Macarthur protesta contre la présence d'Atkins : il était un de ses ennemis, avait une dette envers lui, et du fait de ces conflits d'intérêts, il était donc en incapacité de siéger pour le juger. Mais Atkins rejeta l'objection, menaça Macarthur de l'enfermer, ce à quoi Kemp répondit qu'il ferait enfermer Atkins en retour. En effet, les six officiers soutinrent la protestation de Macarthur, refusèrent de se rallier au Juge-Avocat. Ce dernier déclara alors la dissolution de la Cour, le procès ne pouvant se tenir sans son accord, puis partit alors pour la Maison des Gouverneurs (en) afin d'obtenir l'intervention de Bligh.
Face aux demandes des officiers pour remplacer Atkins, Bligh resta ferme, les refusa et exigea qu'on lui apporte les documents judiciaires du procès, ainsi que le procès-verbal de l'audience. Cependant, les officiers persistèrent dans leur refus de laisser juger Macarthur par Atkins, proposèrent à Bligh des copies des documents requis, et conseillèrent à Macarthur, désormais libre, d'aller chercher la protection des militaires. Il quitta ainsi le tribunal sous escorte. Devant l'impasse de la situation, Bligh convoqua le Major George Johnston (en) à la Maison des Gouverneurs pour régler le problème sans violence. Celui-ci déclina l'invitation, invoquant l'impossibilité de quitter sa demeure d'Annandale pour cause de maladie, et parce que son gig avait eu un accident en rentrant du dîner du 24 décembre avec les officiers du bataillon.

#### Révolte
Alors, le matin du 26 janvier, Bligh ordonna au prévôt-maréchal William Gore d'arrêter à nouveau Macarthur. Les officiers de la Cour demandèrent encore sa libération sous caution et la nomination d'un nouveau juge-avocat et, devant l'absence de réponse, ajournèrent la Cour une nouvelle fois. De ce fait, Bligh convoqua les officiers le lendemain à la Maison des Gouverneurs, afin qu'ils s'expliquent de ce qu'Atkins avait défini comme des crimes, sans notifier lesquels. Bligh avertit également le Major Johnston de ces convocations, en précisant qu'il s'agissait d'actes de trahison .

Johnston fut préoccupé par ces accusations, qui auraient pu porter atteinte au bataillon : si six officiers étaient accusés d'un crime capital tel que la trahison, il ne resterait plus que deux officiers pour épauler Johnston, et une mutinerie des soldats serait à craindre. Johnston choisit donc de défendre ses hommes : il se rendit aux baraquements du bataillon, ordonna la libération de Macarthur, et prit le titre de Lieutenant-gouverneur sans accord légal. Une fois libre, Macarthur rédigea une pétition enjoignant aux militaires d'arrêter Bligh pour tyrannie et prendre la direction de la colonie. 

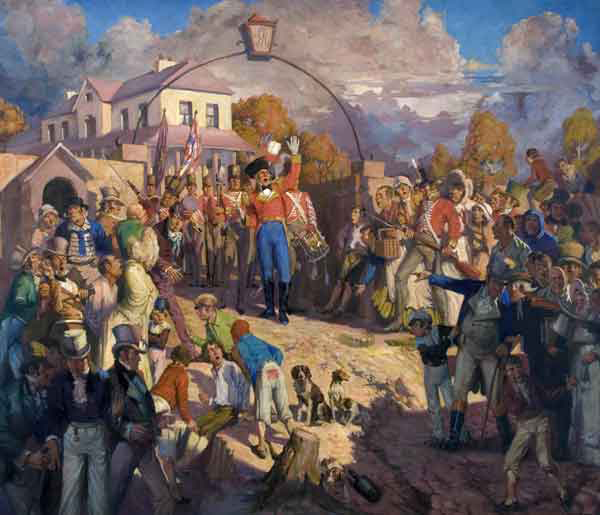
Le Major George Johnston annonçant à Sydney la destitution du Gouverneur Bligh

La pétition fut signée par les officiers du bataillon, ainsi que quelques citoyens importants, en quelque sorte afin de légaliser l'action des militaires : Bligh était « accusé par de respectables citoyens, de crimes le rendant inapte à l'exercice de l'autorité suprême en toutes circonstances dans la colonie », ce qui justifiait sa destitution. Selon H. V. Evatt et P. Brunton, beaucoup des 151 signatures auraient été ajoutées après l'assignation à résidence de Bligh, donc une fois la possibilité de représailles éloignée .
Ainsi, vers 18 h 30, le bataillon fut réuni au complet, hissa les couleurs, fixa les baïonnettes. Quatre des officiers de la Cour, suivis de Johnston et des soldats, se mirent en route vers Bridge Street et la Maison des Gouverneurs, dans le but de procéder à l’arrestation de Bligh. Le défilé se fit en musique (le chant The British Grenadiers fut suggéré par Macarthur) et fut rejoint par quelque deux cents badauds. Arrivés à la Maison des Gouverneurs, Mary, la fille de Bligh, aurait tenté de leur barrer l'entrée à l'aide d'un parasol, ce qui constituerait la seule résistance à la révolte. Thomas Laycock découvrit William Bligh en uniforme, derrière son lit, d'après lui pour cacher des papiers. Johnston arrêta Bligh, le déposa et décréta la loi martiale. Le lendemain, William Bligh et sa fille Mary furent assignés à résidence dans la Maison des Gouverneurs. Durant la nuit, des effusions de joie eurent lieu à Sydney, célébrant la chute de Bligh par des danses autour de feux et des exécutions d'effigies. Des posters satiriques commencèrent à circuler, dont la fameuse caricature de Bligh tiré depuis le dessous de son lit par les officiers, le représentant comme un lâche.

#### La révolte par l'image

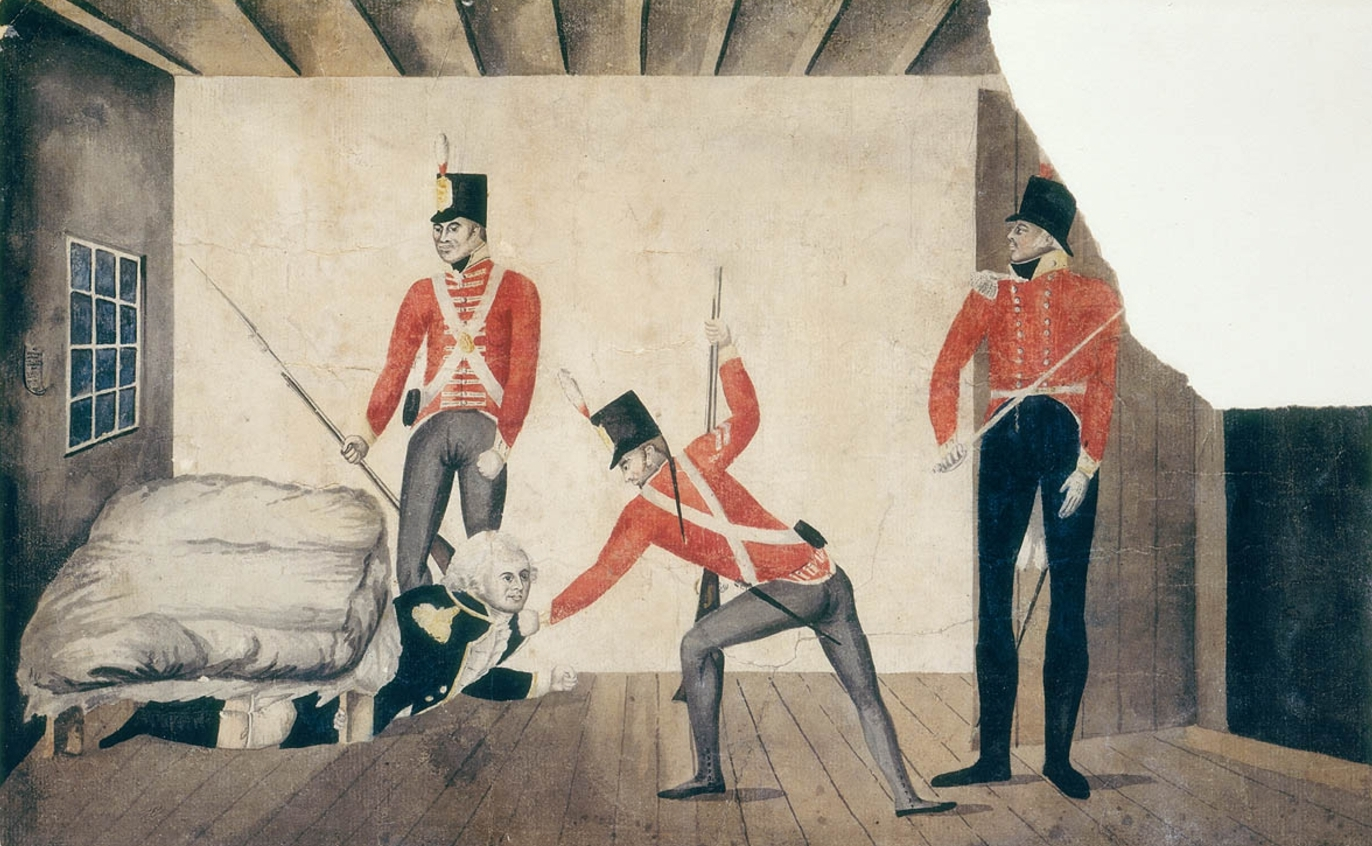
Caricature de l'arrestation de William Bligh.

Peu après l’arrestation de Bligh, une aquarelle d’un artiste inconnu illustrant son arrestation fut exposée dans Sydney. La caricature de propagande fut probablement peinte ou commandée par un des opposants de Bligh, le sergent major Thomas Whittle, soldat du bataillon de Nouvelle-Galles du Sud et connu pour avoir participé à l’arrestation de Bligh le 26 janvier 1808. L'image est entrée en possession du Gouvernement de Nouvelle-Galles du Sud en 1808, par la donation d'un descendant du lieutenant-colonel George Johnston.
La caricature montre Bligh, tiré depuis le dessous de son lit par un membre du bataillon de Nouvelle-Galles du Sud. L'allégation de lâcheté fut utilisée lors de la Révolte pour salir sa réputation après les événements. Le personnage à l’extrême droite pourrait représenter le lieutenant William Minchin, et les deux soldats sont probablement John Sutherland et Michael Marborough. Un parchemin qui se trouve sur le côté gauche de la fenêtre porte les mots "O Dear what [can] the matter be" qui sont les paroles d'une chanson anglaise apparue dans les années 1792, ce qui, selon P. Brunton est une étrange référence pour cette caricature.
L'idée que Bligh se cachait pour échapper aux officiers a servi à souligner sa lâcheté et ainsi le discréditer. Mais selon Michael Duffy, Bligh se cachait pour pouvoir s'échapper et trouver un moyen de déjouer le coup d'état. Cette version est acceptée par S. Dando-Collins, qui ajoute que Bligh cherchait sans doute à atteindre Hawkesbury, pour y rallier des colons qui lui étaient fidèles afin de mener une résistance contre les leaders du coup d'État.

### Un nouveau gouverneur: Lachlan Macquarie

#### Gouvernement rebelle et administration temporaire
Johnston prit donc les commandes du gouvernement : il révoqua puis punit les officiers alliés à Bligh, comme Gore ou Atkins. Ce dernier fut d'ailleurs remplacé par l'Inspecteur Général Charles Grimes (en), et Gore fut condamné à sept ans de prison pour avoir arrêté Macarthur. Johnston ordonna également que Macarthur et les six officiers soient jugés. Dès le début février 1808, leur jugement en procès symbolique les déclara non coupables des charges retenues par Bligh et Atkins. À sa sortie du procès, Macarthur fut porté en triomphe sur une chaise par les soldats du bataillon, et obtint le poste de Secrétaire de la Colonie, ce qui le chargeait des affaires de Nouvelle-Galles du Sud de façon effective.
Le gouvernement Johnston réintégra aussi Thomas Jamison (en), autre opposant principal de Bligh. Il fut promu Officier de Marine de la Colonie, soit l'équivalent du percepteur des douanes et impôts indirects sur le commerce. Il put reprendre son poste de magistrat, ce qui lui permit d'examiner les dossiers personnels de Bligh avec d'autres confrères officiers de loi, dans le but d'établir ses fautes lors de son mandat de Gouverneur.
Avec les preuves dont il disposait, le gouvernement Johnston souhaitait renvoyer Bligh en Angleterre afin qu'il soit jugé. Mais Bligh refusa de partir sans être relevé légalement de ses fonctions, donc par le Secrétaire d'État aux Colonies Stewart. Tant qu'il refusa, Bligh et sa fille restèrent confinés dans la Maison des Gouverneurs puis en maison d'arrêt pendant un an.
Face à cette situation exceptionnelle, Johnston informa son officier supérieur, le Colonel William Paterson, alors en mission sur Van Diemen’s Land (Tasmanie actuelle) pour établir une nouvelle colonie à Port Dalrymple (actuelle George Town), embouchure de la rivière Tamar, qui mène à l'actuelle Launceston. Paterson hésita à s'impliquer sans ordres clairs de l'Angleterre. Une réponse d'urgence parvint en mars 1808 : le Lieutenant-Colonel Joseph Foveaux fut désigné lieutenant-gouverneur intérimaire pour reprendre les affaires de la colonie de façon temporaire. Il foula le sol de Nouvelle-Galles du Sud le 28 juillet 1808. Foveaux resta dans son rôle. Il ne prit ni le parti de Bligh, ni celui des mutins. Il laissa Bligh enfermé puisque l'Angleterre n'avait toujours pas statué sur son cas, et que la population de la colonie faisait ressentir qu'il s'était mal comporté en tant que gouverneur. Enfin, il constata que les infrastructures de la colonie avaient été fortement négligées, et concentra ses efforts sur l'amélioration des routes de la colonie ainsi que la construction de ponts et bâtiments publics.
En janvier 1809, l'Angleterre n'avait toujours pas statué. Foveaux convoqua Paterson à Sydney mais celui-ci refusa dans un premier temps de prendre le commandement des affaires de la colonie, puis accepta d'aider Foveaux. Paterson géra un peu plus les suites de la révolte : il obligea Johnston, Macarthur et les autres impliqués à partir en Angleterre pour s'expliquer dans un véritable procès. Il tenta de forcer Bligh à renoncer au commandement de son navire, le Porpoise, (ce qui lui permettait jusque-là de ne pas être envoyé en Angleterre). Face au refus de Bligh, Paterson le déplaça, lui et sa fille, pendant une semaine dans une caserne (Surgeon's Cottage), jusqu'à ce qu'il signe enfin un accord de retour en Angleterre. Après cela, Paterson, dont la santé déclinait, se retira dans la Maison des Gouverneurs de Parramatta, et laissa Foveaux gérer seul la colonie.

#### Réponse britannique et retour en grâce de Bligh
Ainsi, à la fin mars 1809, tous les protagonistes de la révolte embarquèrent pour l'Angleterre. Cependant, Bligh, qui avait repris le contrôle du Porpoise, prit une autre route : il navigua jusqu'à Hobart, en Tasmanie, où il espéra obtenir le soutien du Lieutenant-Gouverneur des lieux, David Collins, dans le but de reconquérir la colonie.

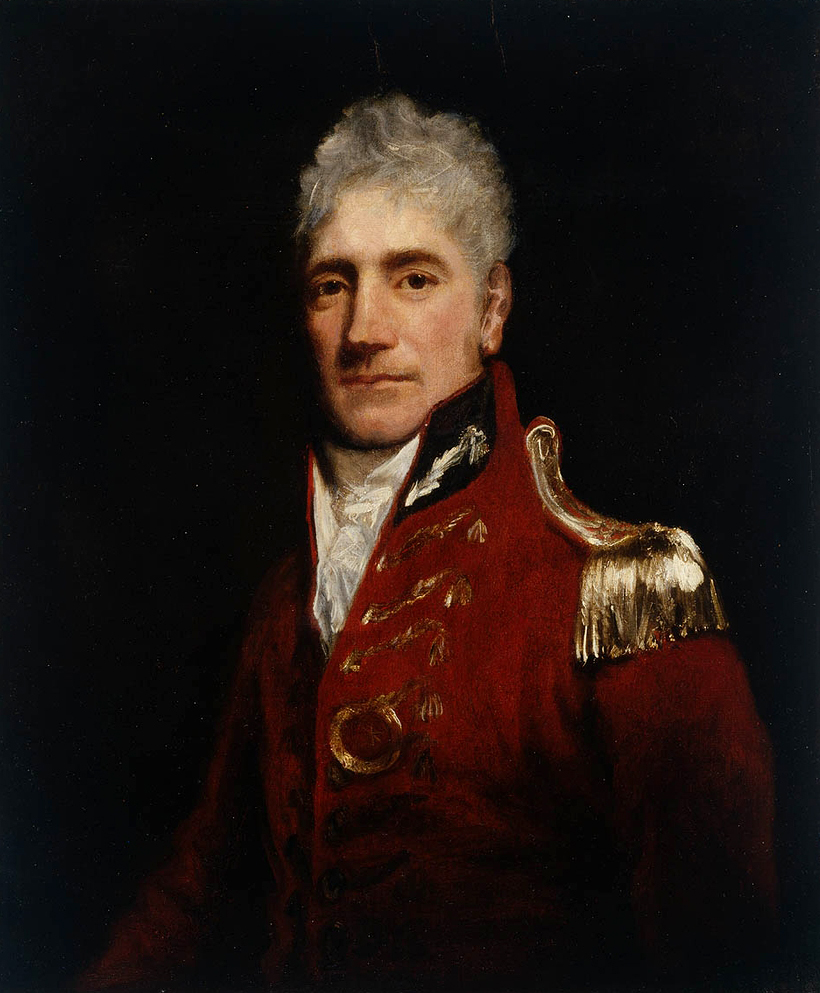
Lachlan Macquarie, Gouverneur de Nouvelle-Galles du Sud.

Mais Collins refusa de le soutenir et interdit à quiconque de lui porter assistance (certains colons qui tentèrent de sympathiser avec lui furent punis). Bligh tenta de riposter en bloquant le trafic maritime vers Hobart, mais il fut finalement arrêté et ramené menotté à bord du Porpoise. Le navire resta ancré au sud d'Hobart, dans l'embouchure de la rivière Derwent, jusqu'en janvier 1810.
Enfin, en mai 1809 le Secrétaire d'État aux Colonies admit qu'envoyer des administrateurs navals pour gérer la colonie n'était plus tenable. Il décida de rappeler en Angleterre le New South Wales Corps, et de le remplacer par le premier bataillon du 73e régiment d'infanterie, pour sept mois. Son commandant, le Général Miles Nightingall (en) devint Gouverneur un temps. Mais avant le départ, il tomba malade, et ce fut le Major-Général Lachlan Macquarie qui reprit la mission. En attendant son arrivée, le bataillon eut la charge de s'assurer que le Gouverneur nouvellement nommé puisse gouverner correctement la colonie.
Macquarie posa le pied à Sydney le 31 décembre 1809 avec pour ordre de réinstaller Bligh en vingt-quatre heures, de le renvoyer en Angleterre, puis de prendre son poste de Gouverneur. Bligh étant absent, Macquarie prit finalement ses fonctions dès le 1er janvier 1810. Il déclara d'emblée l'illégalité de la destitution de Bligh, annula les condamnations pénales et les mesures prises par le gouvernement Johnston, considéré rebelle. Apprenant cela en Tasmanie le 17 janvier 1810, Bligh fit mettre les voiles vers Sydney où il rencontra Macquarie. Enfin, en mai 1810, Bligh reprit la route vers l'Angleterre, accompagné par le reste des soldats mutins, Atkins et Paterson, afin qu'ils participent au procès de Johnston. Paterson mourut cependant lors du trajet, qui se termina pour les autres fin octobre 1810.

## Conséquences

### Procès
Après avoir réintégré tous les officiers et fonctionnaires renvoyés par Johnston et Macarthur (dont Bligh qui fut réintégré pour 24 heures avant d'être rappelé en Angleterre), le gouverneur Lachlan Macquarie annula les initiatives prises par le gouvernement rebelle, par exemple toutes les "réhabilitations, baux, et concessions foncières" des rebelles furent révoquées. Néanmoins, il en accorda de nouvelles, afin d'éviter toute velléité de vengeance.
Bligh, libéré après deux ans d'emprisonnement à bord du HMS Porpoise, rentra à Sidney le 17 janvier 1810 afin de collecter des preuves pour le procès du Major Johnston, contre lequel il devait témoigner devant la Cour martiale anglaise en mai 1810. Johnston, déclaré coupable, fut destitué impliquant la remise de sa commission dans les Royal Marines sans compensation . Il put néanmoins revenir dans son domaine de Sydney (Annandale) comme simple citoyen et jouir de sa fortune privée. Pendant son jugement, il affirma que si les officiers avaient été emprisonnés, Bligh aurait certainement été tué par les soldats rebelles. L'arrestation de Bligh visait, selon la version de Johnston, à le protéger. Lors de son procès, nombre de soldats ont nié cette version sous serment. Cependant, l'action de Johnston contre Bligh a pu être l'application d'une conviction de la part du Major.
Macquarie, impressionné par l’administration de Foveaux et son action vis-à-vis de Bligh, intercéda pour le faire succéder à Collins comme Lieutenant-gouverneur de Tasmanie. Cependant, à son retour en Angleterre en 1810, Foveaux fut jugé devant la Cour martiale pour avoir consenti à la déposition et à l’emprisonnement de Bligh ; et la recommandation de Macquarie fut ignorée. Foveaux repris un service actif en 1811 et fut promu lieutenant-colonel du 1er Régiment d’infanterie Greek Light ; il poursuivit ainsi une carrière militaire s'élevant jusqu’au rang de lieutenant-général.
Quant à Thomas Jamison (en), profitant d'un voyage en 1809 à Londres, il fournit des preuves contre Bligh à l'occasion des poursuites judiciaires engagées contre les insurgés. Cependant, il mourut en juin 1811, avant de pouvoir témoigner en faveur de Johnston à la Cour martiale.
Macarthur, quant à lui, devant son refus d'admettre ses torts, se vit refuser la possibilité de retourner en Nouvelle-Galles du Sud avant 1817 . Son retour fut permis à la condition qu'il ne participe plus aux affaires publiques. Peu après le jugement de Johnston, Bligh fut promu vice-amiral des Bleus et contre-amiral des Blancs et continua à exercer sa carrière navale, sans commander, jusqu'à son décès à Londres, des suites d'un cancer, en 1817. Aucune mention de son Gouvernement de la colonie australienne n'est faite sur son épitaphe.

### La Nouvelle-Galles du Sud après la révolte
Les tentatives du gouvernement colonial pour faire rentrer le Corps dans le rang avaient en partie contribué au déclenchement de la Révolte du Rhum. Le bataillon fut transféré dans le 102e régiment de fantassins et rappelé en Angleterre, certains de ses soldats furent intégrés dans le 73e, le régiment de Macquarie arrivé en même temps que lui en 1809. Le démantèlement du bataillon permis de faire cesser le commerce corrompu d'alcool. En effet, accédant au poste de gouverneur, Lachlan Macquarie fit appliquer un système de taxes visant à contrôler davantage le commerce du rhum, malgré le manque de monnaie. Peu à peu, la monnaie se stabilisa et en 1819, le gouvernement britannique légalisa la distillation d'alcool. Le trafic de rhum cessa ainsi d'être un problème.
Pendant son gouvernement, Macquarie contribua au développement social, économique et architectural de la Nouvelle-Galles du Sud, la transformant de colonie pénitentiaire en une nouvelle base de peuplement civil. Il fit en sorte de favoriser les mariages, d'établir une taxe pour l'entretien des routes, il œuvra pour qu'une fois leur peine commuée, les prisonniers puissent retrouver leur ancien état de vie et ce, au sein même de la colonie. Macquarie commanda en outre la construction de routes, de quais, d'édifices publics et d'églises. Il posa, par exemple, la première pierre de la première cathédrale catholique : la Cathédrale Sainte-Marie à Sydney. Il envoya des explorateurs depuis Sydney afin de découvrir les terres à l'extérieur des frontières de la colonie. Il contribua au développement de Sydney employant un urbaniste pour redessiner le tracé des rues de la capitale et les élargir. C'est grâce à lui qu'un service d'eau proportionnel aux besoins des habitants fut établi. Enfin, c'est lui qui, en 1817, employa pour la première fois le nom d' "Australie", suggéré par l'explorateur et cartographe Matthew Flinders.

### Incidences de la révolte sur la politique coloniale britannique

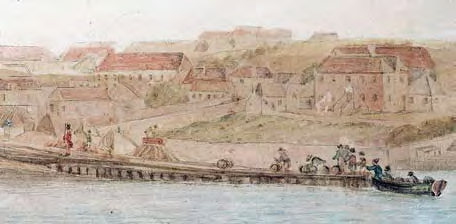
Aquarelle représentant Sydney Cove à Port Jackson, 1808.

Malgré l'inquiétude de la métropole provoquée par la situation de la colonie, la distance géographique (plus d'un mois de navigation) entre la colonie et la Grande-Bretagne contribua à la réaction tardive de l'Empire dans la révolte : Macquarie ne fut envoyé qu'à la fin de l'année 1809 après des débats concernant l'identité du futur gouverneur à envoyer. Néanmoins, la menace d'invasion de Port Jackson en 1810 par les troupes napoléoniennes put contribuer à la nécessité pour la Grande-Bretagne de rétablir la paix dans la colonie afin de parer une éventuelle attaque (qui n'advint pas : la puissance navale britannique ainsi que sa maîtrise des océans suffisaient à dissuader une attaque extérieure. De plus, les armées napoléoniennes mobilisées à l'île Maurice étaient à court de ravitaillement).
L'Empire britannique, par le Vicomte de Castlereagh, alors secrétaire d'État à la Guerre et aux Colonies, avait délégué à Macquarie le rôle d'organiser la colonie. En effet, dès son départ de la métropole, il reçut l'ordre de "d’améliorer la morale des colons, d’encourager le mariage, de pourvoir à l’éducation, d’interdire l’utilisation des alcools spiritueux, d’augmenter l’agriculture et le stock, afin d’assurer la certitude d’un approvisionnement complet aux habitants sous toutes les circonstances".
Grâce aux expéditions commanditées par Macquarie à l'ouest de la Nouvelle-Galles du Sud, l'Empire britannique put revendiquer en 1829 la partie occidentale de la colonie. Elle obtint le statut de "colonie libre" signifiant ainsi que, contrairement à la Nouvelle-Galles du Sud, elle n'avait pas vocation à être une colonie pénitentiaire. La Nouvelle-Galles du Sud resta la destination des repris de justice britanniques jusqu'en 1840.
L'extension territoriale de la colonie permit, en outre, d'intensifier les contacts avec les Aborigènes, Macquarie développa ainsi la mission civilisatrice auprès d'eux en leur donnant des terres agricoles, par exemple, ou en leur ouvrant dès 1814 une Institution pour les enfants des aborigènes destinée à transmettre la culture européenne aux enfants des familles aborigènes volontaires.

## Postérité

### Portée culturelle
- En 1951, Carey Wilson avait pour projet de réaliser une adaptation cinématographique de la révolte pour le studio hollywoodien MGM, qui devait se nommer Rum Rebellion[48].
- Le groupe de folk punk australien Mutiny (en) inclut un titre sur la rébellion et sur celle du Bounty, nommé "Bligh", sur leur premier album de 1997 Rum Rebellion (en).
- Le livre Langues de serpents, de la série Téméraire, écrit par Naomi Novik, place les personnages après la Révolte du Rhum. Dans cette histoire alternative influencée par les dragons, la présence de marchands chinois, appuyés par un dragon et alliés avec les Larrakia (en), empêche les Britanniques  de prendre le contrôle total du continent, et afin d'empêcher une guerre, ils aident Macarthur à mener une seconde rébellion contre Macquarie, couronnée de succès.
- La mini-série télévisée Against the Wind (en) inclut des événements de la Révolte du Rhum dans l'épisode 12.
- La rébellion est aussi célébrée par une tradition locale, consistant en la déposition symbolique et pacifique d'un dirigeant. Le Premier ministre Jack Lang en 1932, et le Premier ministre Gough Whitlam en 1975, démissionnèrent symboliquement de la sorte, en souvenir de la révolte[12].

### Réflexions historiographiques: un passé qui a du mal à passer
En 2006, le journaliste et historien Michael Duffy écrit sur la Révolte :

« Elle a sombré dans l'oubli historique car elle a été largement incomprise. Il y a une croyance populaire qui veut que Bligh ait été destitué car il menaçait les larges profits qui se faisaient sur le commerce de spiritueux par les officiers du bataillon de Nouvelle-Galles du Sud et des entrepreneurs comme Macarthur. Cette vision suggère qu'il n'y avait rien de plus qu'une chamaillerie sans saveurs entre deux partis égaux. Mais le conflit avait une plus grande profondeur qu'une simple querelle, il fut essentiellement une accumulation d'empoignades au long cours pour le pouvoir, entre le gouverneur et des entrepreneurs privés, un combat pour le futur et la nature de la colonie. Les gouverneurs plus anciens voulaient garder la colonie de Nouvelle-Galles du Sud comme une prison à grande échelle, avec une économie primitive basée sur des paysans repris de justice, et dirigée par décret gouvernemental. »

Selon Duffy, la révolte n'était alors vue par personne comme découlant du rhum. Bligh aurait utilisé cette interprétation pour calomnier ses opposants, mais n'ayant aucune preuve, il a abandonné cette version. Plusieurs années après, en 1855, un quaker anglais du nom de William Howitt (en) publia une histoire populaire de l’Australie. Comme beaucoup de personnes qui ne buvaient pas d'alcool à cette époque, il a fait un raccourci pour blâmer l'alcool comme responsable de tous les maux du monde. Howitt prit ainsi le parti de Bligh, et inventa l'expression "Révolte du Rhum", qui resta utilisée telle quelle par la suite. La Biography of Early Australia considère "ridicules" les plaintes de Macarthur, et cite Evatt en arguant que, légalement, Macarthur était coupable de 2 des 3 charges pesant contre lui, dont la sédition. Evatt et Duffy considèrent que les actions de Bligh étaient justifiées car il avait autorité légitime. Mais emprisonner les gens, et menacer la cour de justice du même sort lorsqu'elle a refusé de se plier aux volontés de Bligh, apparaît aussi légalement problématique. Pour Duffy, si Johnston était venu lorsqu'il était convoqué le 25 janvier 1808, la Révolte du Rhum n'aurait probablement jamais eu lieu. De même, la révolte peut être comprise comme la réaction d'une frustration au sujet du court mandat de Bligh, dont l'objectif n'aurait été qu'une tentative de chasser Macarthur de la colonie.

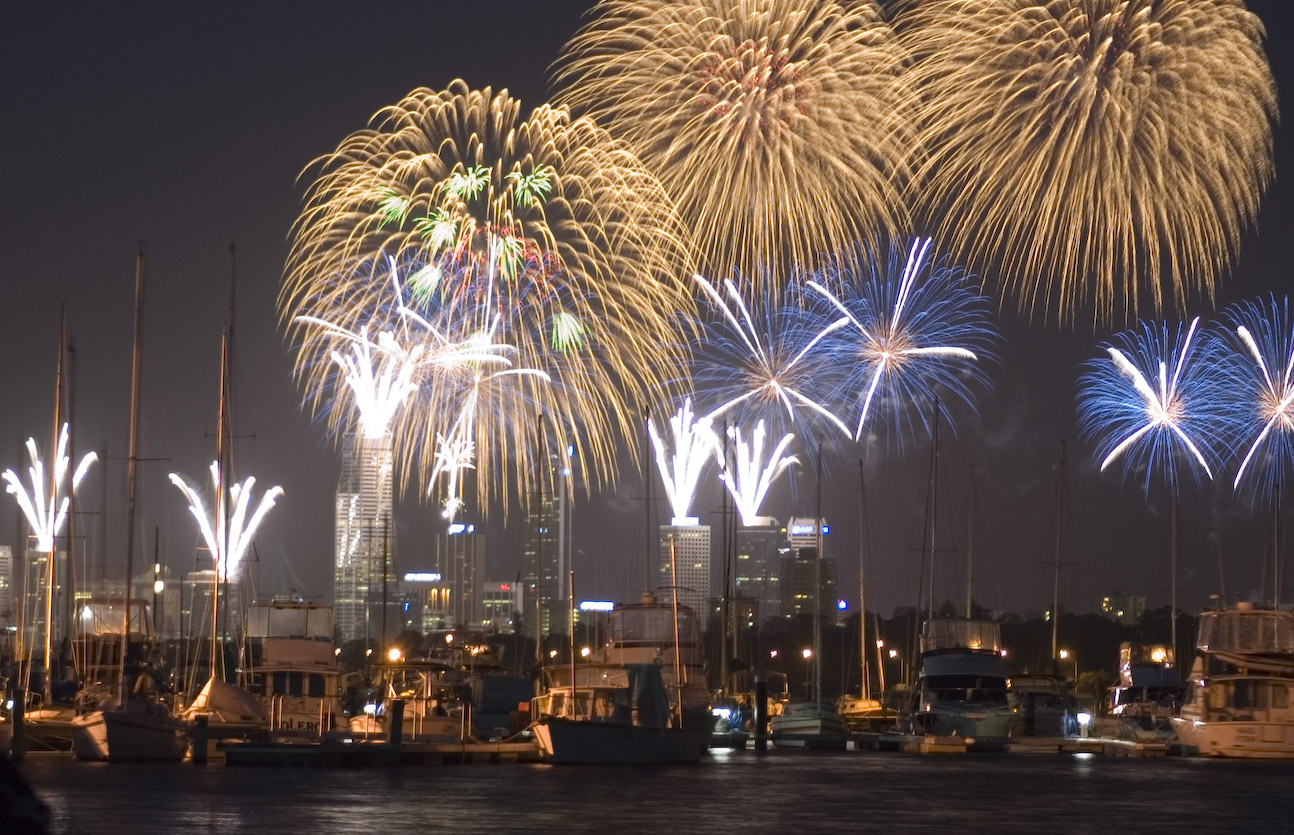
Feux d'artifice, à Perth, à l'occasion de l'Australia Day.

Mais d'après Duffy il y a sorte d'amnésie historique au sujet de cet événement : l'écrivain critique par exemple le discours du Premier Ministre Australien, John Howard, à l'occasion de l'Australia Day en 2008, qui a oublié de mentionner la Révolte alors que c'en était le bicentenaire. Pour Duffy, l'Australia Day ne devrait pas être célébré sans référence à la Révolte du Rhum, puisque c'est un événement qui a affecté le cours de l'histoire australienne et influencé son caractère national. Duffy suggère donc de célébrer la Révolte avec une parade à travers Sydney, d'impliquer les écoles de Sydney et les dizaines de sociétés historiques australiennes pour présenter le récit de la révolte au public par le biais d'une reconstitution. La parade pourrait se terminer sur le site de l'ancienne Maison des Gouverneurs, aujourd'hui le Musée de Sydney. L'esplanade du bâtiment et ses deux rues adjacentes pourraient être remplies de gradins pour permettre au public d'assister à la représentation de la rébellion, à l'aide d'un écran géant. L’événement aurait lieu au crépuscule, afin de combler la période de calme entre les événements de l'Australia Day et les feux d’artifice de nuit. Ce serait l'occasion d'une grande attraction pour les touristes et les habitants. Cependant, H. V. Evatt peut nuancer ce propos : le 26 janvier 1938, la Nouvelle-Galles du Sud a en effet commémoré le 150e anniversaire de l’arrivée du 1er gouverneur Arthur Philipp, ainsi que le 130e anniversaire de la révolte.

#### Monographies
- (en) Paul Brunton, 1808 : Bligh’s Sydney Rebellion, Sydney, State Library of New South Wales (en) et Historic Houses Trust of New South Wales (en), janvier 2008, 38 p. (ISBN 978-0-7313-7180-8 et 0-7313-7180-1, lire en ligne).
- (en) Stephen Dando-Collins, Captain Bligh's Other Mutiny : The True Story of the Military Coup that Turned Australia into a Two-Year Rebel Republic, North Sydney, Random House, 2007.
- (en) Michael Duffy (en), Man of Honour : John Macarthur, duellist, rebel, founding father, Sydney, Macmillan Australia, 2003.
- (en) Herbert Vere Evatt, Rum Rebellion : A Study Of The Overthrow Of Governor Bligh By John Macarthur And The New South Wales, Londres, Angus and Robertson (en), 1955.
- (en) Ross Fitzgerald et Mark Hearn, Bligh, Macarthur and the Rum Rebellion, Kenthurst (en), Kangaroo Press, 1988.
- Louis de Freycinet, Voyage autour du monde : exécuté sur les corvettes de S. M. "l'Uranie" et "la Physicienne" pendant les années 1817, 1818, 1819 et 1820…, Paris, Pillet aîné, 1824 (lire en ligne)
- (en) Arthur Wilberforce Jose (en) (dir.), Australian Encyclopaedia, vol. I, Sydney, Angus & Robertson, 1925.
- (en) Arthur Wilberforce Jose (en) (dir.), Australian Encyclopaedia, vol. II, Sydney, Angus & Robertson, 1926.
- (en) Victoria Macleay, Australia Year by Year, 1788 to 1809 : From First Fleet to Rum Rebellion, Sydney, https://www.trocadero.com.au/ Trocadero Publishing, 2013.
- (en) John Ritchie, The Wentworths : Father and Son, Carlton, Melbourne University Press, 1997.

#### Articles
- (en) N. D. McLachlan, « Lachlan Macquarie », Australian Dictionary of Biography, vol. 2,‎ 1967 (lire en ligne).
- (en) Michael Duffy (en), « Proof of history's rum deal », Sydney Morning Herald,‎ 28 janvier 2006 (lire en ligne).
- (en) James Spigelman (en), « Coup that paved the way for our attention to rule of law », Sydney Morning Herald,‎ 23 janvier 2008 (lire en ligne).
- (en) A. G. L. Shaw, « William Bligh », Australian Dictionary of Biography, vol. 1,‎ 1966 (lire en ligne).
- (en) Margaret Steven, « John Macarthur », Australian Dictionary of Biography, vol. 2,‎ 1967 (lire en ligne).
- Ministère australien de l'Immigration et des Affaires ethniques (en) (trad. M.-C. Grulier, P. Dampnier et D. Mataillet), « L'Australie et son peuplement : Petite histoire d'une immigration », Hommes et Migrations, no 1104,‎ juin 1987, p. 40-65 (lire en ligne).